# Morrilton
La ville de Morrilton est le siège du comté de Conway, dans l'Arkansas, aux États-Unis d'Amérique.
La ville est située le long de la rivière de l'Arkansas.
Le parc d'État de Petit Jean est situé à l'ouest de la ville, sur l'autre rive de la rivière Arkansas.

## Démographie
| 1880 | 1890  | 1900  | 1910  | 1920  | 1930  | 1940  | 1950  |
| ---- | ----- | ----- | ----- | ----- | ----- | ----- | ----- |
| 770  | 1 644 | 1 707 | 2 424 | 3 010 | 4 043 | 4 608 | 5 483 |

| 1960  | 1970  | 1980  | 1990  | 2000  | 2010  | - | - |
| ----- | ----- | ----- | ----- | ----- | ----- | - | - |
| 5 997 | 6 814 | 7 355 | 6 551 | 6 550 | 6 767 | - | - |

## Source
- (en) Cet article est partiellement ou en totalité issu de l’article de Wikipédia en anglais intitulé « Morrilton, Arkansas » (voir la liste des auteurs).